# Ghazali (monastère)
Pour les articles homonymes, voir Ghazali (homonymie).
Le monastère de Ghazali est situé dans une petite oasis du Wadi Abu Dom, à environ 15 km au sud-est de la ville de Merowe au Soudan.

## Histoire
Il a probablement été construit entre 680 et 720 sous le règne de Merkourios (roi de Makurie). À l'origine, il était occupé par environ 36 moines, ils seront plus de 72 entre les Xe et XIIe siècles. Le monastère était cénobitique. Les moines suivaient un mode de vie proche de celui des moines égyptiens avec des influences probables provenant de Palestine et de Byzance. Le supérieur du monastère était l'archimandrite.
Pour leurs besoins propres, ils utilisaient un moulin à farine et un pressoir à huile. Leur menu était composé de viandes (porc, mouton, chèvre, antilope...) de sorgho (en particulier le pain de sorgho : le kisra consommé depuis l'époque méroïtique jusqu'à nos jours) et de pourpier. Ils pratiquaient le tissage, le travail du cuir et rédigeaient des documents. Ils disposaient de deux ateliers de fonte de fer (des fours ont été retrouvés sur place),. Ils possédaient des connaissances en médecine comme en témoignent les restes de plantes médicinales retrouvés sur le site (Portulaca oleracea, Euphorbia aegyptiaca et Cleome gynandra).
Trois langues étaient pratiquées au sein du monastère : le copte pour la liturgie, le nubien ancien pour le langage courant et le grec, de nombreuses inscriptions épigraphiques ou sur artefacts témoignent de cette diversité.
L'âge moyen de décès se situait entre 35 et 50 ans, les moines étaient enterrés à proximité. Un cimetière de 800 tombes a été fouillé au sud du monastère.
Le site a fait l'objet d'une étude archéogénétique financée par la National Geographic Society. Elle visait à mettre en évidence la diversité des populations présentes dans le monastère à l'époque médiévale.
Le monastère connaît une phase de croissance entre les VIIe et Xe siècles, il est au maximum de son développement entre les  Xe et XIIe siècles, puis décline durant le XIIIe siècle.

## Études archéologiques
Le monastère est connu et documenté depuis le XIXe siècle entre autres par Karl Richard Lepsius, Louis Maurice Adolphe Linant de Bellefonds, John Gardner Wilkinson, Pierre Trémaux, Ugo Monneret de Villard. Les vestiges d'un étage supérieur dans certains bâtiments étaient probablement encore visibles à cette époque, ils avaient disparu lors du début des fouilles.
L'église centrale a été mise au jour en 1955–56 lors des fouilles dirigées par Peter Shinnie. Les ruines ont été fouillées et restaurées de 2021 à 2018 par une équipe du Centre polonais d'archéologie méditerranéenne sous la direction d'Artur Obluski.

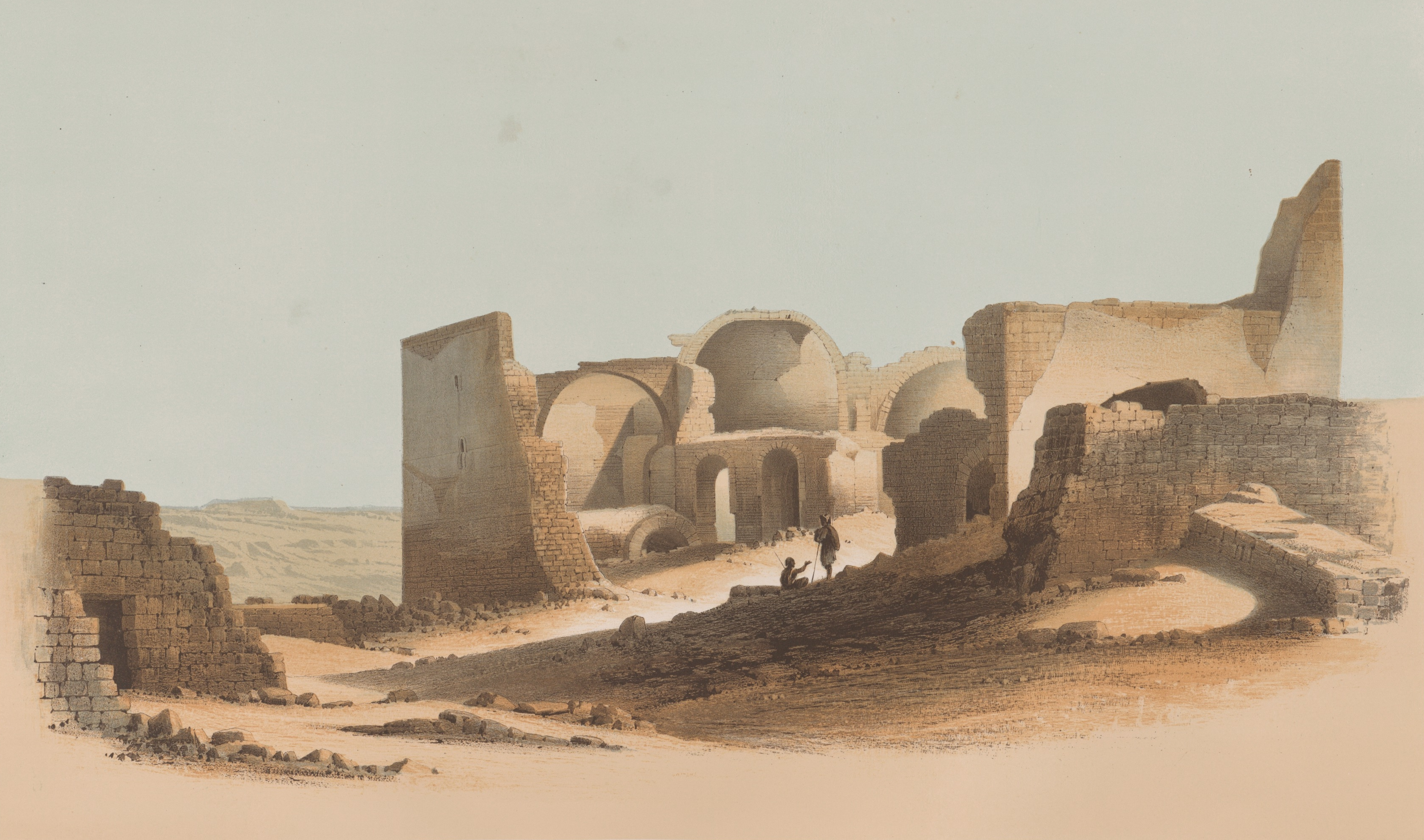
Monastère de Ghazali (vue interne) par Ernst Weidenbach (1818-1882)

## Description
La taille du monastère est importante (75 m x 86 m), à peu près identique à celle du monastère Sainte-Catherine dans le Sinaï. Il se compose de différents bâtiments construits principalement en grès local, :
- une église en grès, qui était surmontée d'un étage construit en briques (disparu lors des fouilles) ; on accédait au sanctuaire (dans l'abside) par quelques marches, l'autel y était installé sur un sol pavé de marbre ; les colonnes de granite séparant les ailes de la nef centrale supportaient le dôme, elles étaient à l'origine en granite et furent remplacées par des colonnes en briques autour de l'an 1000 ; sur les murs extérieurs de l'église, de nombreux graffitis ainsi que des dessins tracés par les pèlerins sont encore visibles ; les murs intérieurs étaient probablement recouverts de peintures murales dont il reste des traces dans certaines pièces[11] ; l'église a été datée au carbone 14 de la deuxième moitié du VIIe siècle apr. J.-C.

- une deuxième petite église en briques est adjacente à l'église principale, elle servait lorsque cette dernière était en réparation ou en reconstruction ; celle ci est datée du Xe ou XIe siècles[11] ;
- le dortoir qui comportait six cellules à l'origine, six nouvelles cellules le complétèrent à la fin du Xe siècle ; chaque cellule hébergeait 3 moines ;
- le réfectoire ; les moines s'y installaient autour de tables de six sur un banc circulaire ;
- de dépendances : cuisine, espaces de stockages et de très nombreuses latrines individuelles (?)[12].

À proximité du monastère ont été découverts d'importants amas de scories témoignant d'une activité industrielle importante durant la période chrétienne.